# Vanka-kljutjnik
Vanka-kljutjnik (ryska: ryskaВанька-ключник, fritt översatt: Vanka nyckelvakten) är en rysk drama-stumfilm från 1909, regisserad av Vasilij Gontjarov. Manuset baserades på en folkvisa med samma namn.

## Rollista
- Vasilij Stepanov
- Ljubov Varjagina
- Andrej Gromov – Vanka (Ivan)
- Aleksandra Gontjarova